# Apodasya pilosa
Apodasya pilosa is een keversoort uit de familie boktorren (Cerambycidae). De wetenschappelijke naam van de soort is voor het eerst geldig gepubliceerd in 1863 door Pascoe.